# 小槻山広虫
小槻山 広虫（おつきやま の ひろむし、生没年不詳））は、奈良時代中期の采女・女官。氏は小欟山とも記される。姓は君。官位は従四位下・命婦。

## 出自
『新撰姓氏録』「左京皇別」に小槻君があり、垂仁天皇皇子の「於知別命之後也」と記し、『古事記』にも落別王を小月之山君と記すことより、小槻山君もその同族と考えられる。近江国栗太郡の小槻神社のあたり（現在の草津市青地町周辺）を本拠地とした氏と想定される。

## 生涯
聖武朝の天平8年（736年）8月6日付内侍司牒に「従八位上栗太郡女小欟山君広虫」と現れており、近江国栗太郡より貢上の采女と推定される。
同9年（737年）2月に、正八位下から外従五位下に昇叙。その後、尾張小倉らとともに外従五位上から外正五位下になり、のち累進して天平勝宝元年（749年）8月には正五位下に昇叙している。同4年（753年）6月17日付買物解には、「従四位下小槻山君広虫」とある。
その後の経歴は不明で、藤原仲麻呂が広虫の出身地である近江国に関心を寄せていたことを考え合わせると、広虫が出世した背景には、藤原氏との深い関連が推測される。

## 官歴
注記のないものは『続日本紀』による。
- 天平8年（736年）8月6日：見従八位上（『大日本古文書』による）
- 天平9年（737年）2月14日：外従五位下
- 時期不詳：外従五位上
- 天平17年（745年）正月7日：外正五位下
- 天平勝宝元年（749年）8月2日：正五位下
- 天平勝宝4年（753年）6月17日：見従四位下(『大日本古文書』による）